# Spelartrupper under världsmästerskapet i handboll för herrar 1986
Den här artikeln innehåller trupper till Världsmästerskapet i handboll för herrar 1986 som spelades i Schweiz mellan 25 februari och 8 mars 1986.

## Spelartrupper

### Världsmästare: SFR Jugoslavien
- Mirko Bašić
- Rolando Pušnik
- Veselin Vuković
- Jovica Elezović
- Jasmin Mrkonja
- Veselin Vujović
- Jožef Holpert
- Muhamed Memić
- Zlatan Arnautović
- Momir Rnić
- Zlatko Saračević
- Caslav Grubić
- Zlatko Portner
- Jovica Cvetković
- Dragan Mladenović
- Mile Isaković

- Förbundskapten: Zoran Živković

### Silver: Ungern
- Imre Biro
- Jozsef Bordas
- Viktor Debre
- Janos Fodor
- Janos Gyurka
- Laszlo Hoffmann
- Gabor Horvath
- Mihaly Ivancsik
- Jozsef Kenyeres
- Zsolt Kontra
- Mihaly Kovacs
- Péter Kovács
- Laszlo Marosi
- Tibor Orosz
- László Szabó

- Förbundskapten: Lajos Mocsai

### Brons: Östtyskland
- Gunar Schimrock
- Peter Hofmann
- Wieland Schmidt
- Heiko Bonath
- Andreas Köckeritz
- Andreas Nagora
- Thomas Zeise
- Stephan Hauck
- Rüdiger Borchardt
- Frank-Michael Wahl
- Peter Pysall
- Ingolf Wiegert
- Hartmut Krüger
- Holger Winselmann
- Dirk Schnell
- Klaus-Dieter Schulz

- Förbundskapten: Paul Tiedemann

### Fyra: Sverige[1]
- Mats Olsson,  LUGI
- Claes Hellgren,  HP Warta
- Björn Jilsén,  Redbergslids IK
- Per Carlén,  BM Granollers
- Erik Hajas,  SoIK Hellas
- Magnus Wislander,  Redbergslids IK
- Göran Bengtsson,  HK Drott
- Peder Järphag,  HP Warta
- Per Carlsson,  HP Warta
- Per Öberg,  Västra Frölunda IF
- Joachim Stenbäcken,  IFK Karlskrona
- Björn Bohman,  IF Guif
- Jonas Sandberg,  LUGI
- Torbjörn Lundell,  HP Warta
- Sten Sjögren,  LUGI

- Förbundskapten: Roger "Ragge" Carlsson